# Micryletta steinegeri
Micryletta steinegeri é uma espécie de anfíbio da família Microhylidae.
É endémica de Taiwan.
Os seus habitats naturais são: florestas subtropicais ou tropicais húmidas de baixa altitude, marismas intermitentes de água doce, terras aráveis, plantações , escavações a céu aberto e canals e valas.
Está ameaçada por perda de habitat.